# 苏联民航120号班机空难
苏联民航120号班机是由阿富汗哈米德·卡尔扎伊国际机场飞往乌兹别克斯坦塔什干国际机场的国际航班。执飞该航班的伊尔-14型客机于1959年12月13日坠毁于乌兹别克斯坦苏尔汉河州博依孙区东北27公里处的山中。机上30人全部遇难。这是当时乌兹别克斯坦伤亡第二惨重的航空事故。

## 关于客机
本次事故的伊尔-14P型客机是1957年5月17日出厂的。通用航空局买下了这架飞机，其注册编号为СССР-Л1577（字母均为俄文，СССР是苏联的缩写）。1959年，本机重新获得注册编号CCCP-91577。事发前，本机共飞行了3,029小时。

## 事故过程
1959年12月13日9:02，120号班机从阿富汗喀布尔起飞，预计飞往乌兹别克斯坦塔什干。机上载有25名乘客和5名机组成员。天气预报预计航线上将有下界2,000~2,500米高度的层积云，下界300~500米的积云，有降雪，能见度为4~10公里。客机爬升到3,600米高度向北飞行。9:27左右机组报告航机处在杰尔宾特上空，这是机组最后一次通信。一分钟过后，飞机从空管部门的雷达画面上消失。班机没有再和空管通信，也没有到达塔什干。事故发生后第37天即1960年1月19日，苏联驻阿富汗大使馆声明120号班机失联。
1960年6月2日，一架米格-1型直升机在博依孙区东北的库什坦峰东南坡发现了客机残骸，调查单位确定其为120号班机。事故当时的情况被确定为班机在3,700米高度上以45~60度的倾角飞行，首先是左翼、其次是机身和山脉碰撞。飞机沿着山坡滚下两百米，直到山下海拔3,501米处。机上所有人员已确定死亡：2名中国公民、3名西德公民和25名苏联公民（包含5名机组成员）。

## 事故起因
飞机从喀布尔起飞后，机组未按照预定路线飞行，而是飞越达吉斯坦的杰尔宾特之后进入群山，试图直接飞往塔什干。这一操作被认定为事故的主要原因。除此之外，机组没有考虑到实际风的影响，偏离指定路线，进而飞入山间云中，最后撞山。
调查委员会发现，对于此多山地区所做的飞行准备有诸多不足之处。不仅机组直接飞入山中，空管也不利用设备，更未提醒无视其不当行为，并未引导航班回到航线上来。可以确定的是，在本次事故中，机组违反了目视飞行规则，原因是其航班飞到了阴暗和封闭的山区。